# Basteem
Basteem (nep. बस्तीम) – gaun wikas samiti we wschodniej części Nepalu w strefie Kośi w dystrykcie Bhojpur. Według nepalskiego spisu powszechnego z 2001 roku liczył on 543 gospodarstw domowych i 2909 mieszkańców (1501 kobiet i 1408 mężczyzn).